# Nokia 6820
Nokia 6820 – model telefonu komórkowego firmy Nokia. Jest to model działający w trzech zakresach: 900, 1800 i 1900. Posiada pełną klawiaturę. Jego specyfikacja została upubliczniona w IV kwartale 2003 roku, sprzedaż rozpoczęła się w 2004 roku.

## Dane techniczne
- Dane ogólne
  - Sieci: GSM 900/1800/1900
  - Wymiary: 47 x 107 x 20 mm
  - Masa: 100 gramów
  - Maksymalny czas czuwania: 240 godz.
  - Maksymalny czas rozmowy: 420 min.
  - Bateria: Li-Ion BL-5C, 850 mAh
  - Alarm wibracyjny
  - Pamięć wewnętrzna: 3.5 MB
  - Wbudowany aparat
- Wyświetlacz
  - Paleta wyświetlacza: 4096 kolorów
  - Wymiary wyświetlacza: 128 x 128 pikseli